# Mohammed Souheil Dib
Pour les articles homonymes, voir Dib.
Ne doit pas être confondu avec Mohammed Dib.
 (décembre 2023).
 (décembre 2023).
La mise en forme du texte ne suit pas les recommandations de Wikipédia : il faut le « wikifier ».
Les points d'amélioration suivants sont les cas les plus fréquents. Le détail des points à revoir est peut-être précisé sur la page de discussion.
- Les titres sont pré-formatés par le logiciel. Ils ne sont ni en capitales, ni en gras.
- Le texte ne doit pas être écrit en capitales (les noms de famille non plus), ni en gras, ni en italique, ni en « petit »…
- Le gras n'est utilisé que pour surligner le titre de l'article dans l'introduction, une seule fois.
- L'italique est rarement utilisé : mots en langue étrangère, titres d'œuvres, noms de bateaux, etc.
- Les citations ne sont pas en italique mais en corps de texte normal. Elles sont entourées par des guillemets français : « et ».
- Les listes à puces sont à éviter, des paragraphes rédigés étant largement préférés. Les tableaux sont à réserver à la présentation de données structurées (résultats, etc.).
- Les appels de note de bas de page (petits chiffres en exposant, introduits par l'outil «  Source ») sont à placer entre la fin de phrase et le point final[comme ça].
- Les liens internes (vers d'autres articles de Wikipédia) sont à choisir avec parcimonie. Créez des liens vers des articles approfondissant le sujet. Les termes génériques sans rapport avec le sujet sont à éviter, ainsi que les répétitions de liens vers un même terme.
- Les liens externes sont à placer uniquement dans une section « Liens externes », à la fin de l'article. Ces liens sont à choisir avec parcimonie suivant les règles définies. Si un lien sert de source à l'article, son insertion dans le texte est à faire par les notes de bas de page.
- La présentation des références doit suivre les conventions bibliographiques. Il est recommandé d'utiliser les modèles {{Ouvrage}}, {{Chapitre}}, {{Article}}, {{Lien web}} et/ou {{Bibliographie}}. Le mode d'édition visuel peut mettre en forme automatiquement les références.
- Insérer une infobox (cadre d'informations à droite) n'est pas obligatoire pour parachever la mise en page.

Pour une aide détaillée, merci de consulter Aide:Wikification.
Si vous pensez que ces points ont été résolus, vous pouvez retirer ce bandeau et améliorer la mise en forme d'un autre article.
Mohammed Souheil Dib (en arabe محمّد سهيل ديب) est un écrivain algérien appartenant à la génération postindépendance avec d'autres noms dont les plus importants sont: Tahar Djaout, Rabah Belamri, Rachid Mimouni, Azzédine Bounemeur et Anouar Benmalek. En optant pour l'écriture et l'édition en Algérie, l'auteur visait principalement à remettre en question, depuis l'intérieur du milieu éditorial national, le conformisme qui était dominant à cette époque. Son premier roman, paru en 1984 Les Amants du djébel Amour est considéré par la critique comme «un événement culturel et littéraire dans l’édition nationale en Algérie.»   
Considéré comme une figure importante de la littérature algérienne d'expression française, cet écrivain, poète, romancier et essayiste enseigne la philosophie depuis 1968. Parmi ses essais notables figure "L'un et le multiple: Pour une nouvelle lecture de la poésie mystique de l'Emir Abdelkader", paru en 2002. 
Concernant ses recueils de poèmes, il a édité "Moi, ton enfant, Ephraïm" en 1983, en référence à Ephraim Al-Naqawa, un médecin, rabbin et théologien juif de Tlemcen.
Ses romans incluent "Les amants de Djbel Amour" (1984), "La Crue" (1987), "La Quête et l'offrande" (2002), "Voix de passage" (2002) et "Le Retour" (1989).

## Biographie
Il obtient un diplôme de philosophie[réf. nécessaire].

### Début de carrière
En 1984 est publié Les amants de Djbel Amour. Dans la rubrique culturelle d’Algérie-Actualité du 06 juin 1984, Nacer Ouramdane écrira «…Ce roman, l’un des meilleurs que nous ayons eu à lire cette année, et certainement le plus original par le thème. Une histoire triste sans jérémiades qu’on lira avec beaucoup de plaisir, servie par une verve d’un style ironique et grave à la fois dont la vitalité ne se dément jamais».

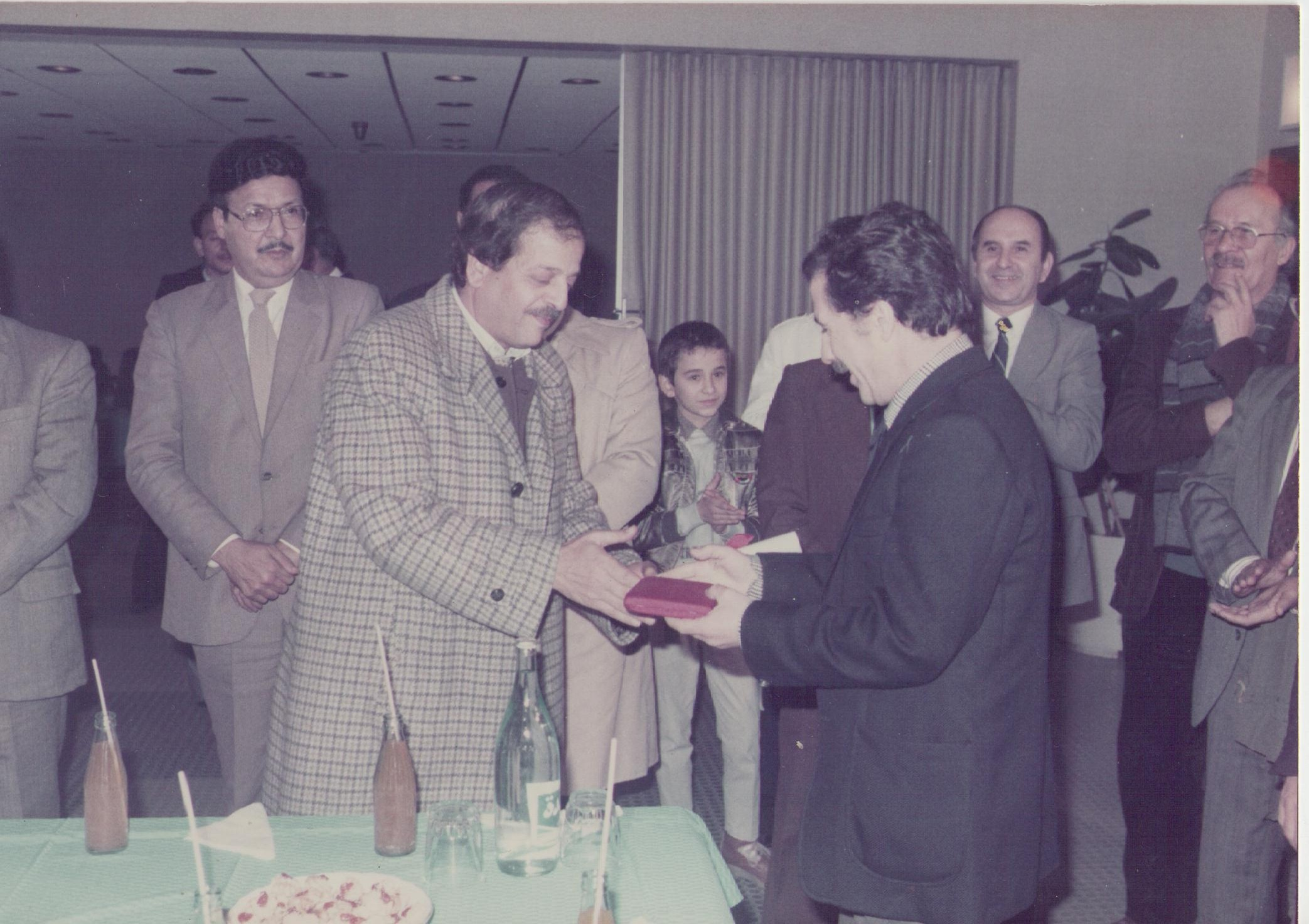
Mohammed Souheil Dib recevant le Prix International des Cultures du Monde (1987), avec la médaille d’Or frappée à l’estampe de la ville d’'Alger.

Le Retour en 1989, dont Christiane Achour, écrira : « Ce roman nous invite sans cesse à décoller du réel vers le symbolique, à pénétrer dans un monde où l’ancestralité est vécue aussi fortement que la libération des contraintes sexuelles , créant une ambiguïté qui n’est pas sans intérêt. »
La Quête et l’Offrande est publié à Paris et à Alger en même temps en 2002.
«Cette nouvelle publication a été saluée par Mohammed Dib en des termes élogieux dans une correspondance personnelle avec l’auteur, que nous reproduisons dans les lignes suivantes », écrira Marie Virolle, responsable de la rédaction de la revue Algérie, Littérature-Action.
Au cours des années 1994 Mohammed Souheil Dib fait paraître un ensemble de fragments d’essais poétiques titré Les dix stations de l’écriture dans la République Internationale des Lettres. Ces écrits seront repris et augmentés avec des fragments du Devoir d’errance ou la migration d’Abraham dans Horizons Maghrébins, Presses Universitaires du Mirail, Toulouse-Le Mirail, 2007.
L'écrivain manifeste un profond attachement et un intérêt marqué pour la culture algérienne, en particulier celle de sa ville natale, Tlemcen,.
Avec la même verve, paraitront en 2002 deux ouvrages: L’Un et le Multiple, pour une nouvelle lecture de la poésie mystique de l’Emir Abdelkader al-djazaïri, et L’œuvre d’Ibn Yûsûf as-Sanûci, contribution à la connaissance de l’école rationaliste de Tlemcen des XIV et XVe siècles en 2007.
La contribution de Mohammed Souheil Dib circonscrite aux manifestations de Tlemcen, Capitale de la Culture islamique, a visé de mettre en valeur différents aspects de l’ancienne capitale zianide.
Le plan de la réflexion philosophique. L’exposé sur l’école rationaliste de Tlemcen du XIV et du XV e siècles, à travers un documentaire de 40 min réalisé par Lamine Merbah, avec la participation de l’auteur de «L’œuvre d’ibn Yûsuf As-Sanûsî», dernier représentant de l’école rationaliste, a permis de dresser le bilan d’une longue période d’activité du paradigme politico-culturel du Maghreb islamique.

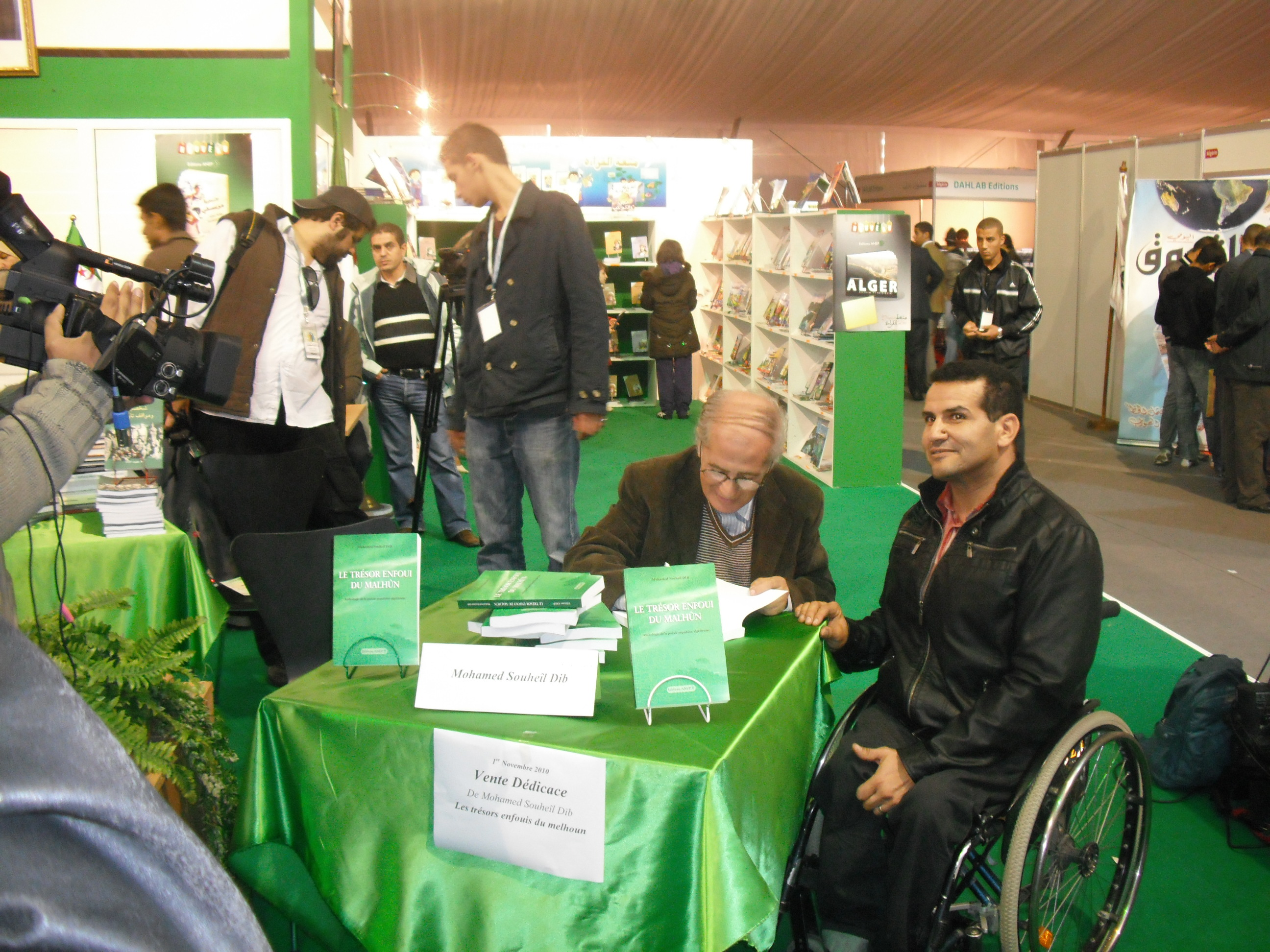
Mohammed Souheil Dib à une séance de dédicace au salon du livre d'Alger en 2011.

## Ouvrages et contributions

### Œuvres romanesques
- Moi, ton enfant, Ephrai͏̈m, récit-poétique/ Paris: Editions l'Harmattan, 1983,   (ISBN 2 85802 296 8).
- Les Amants de Djebel Amour, roman, Alger, ENAL, 1984,   (ISBN 9961 54 421 8).
- Le retour, roman, Alger, Entreprise nationale du livre, 1989, No d’éditions 2249/86.
- Voi-x de passage, roman, IDlivre.com 2001, Paris,   (ISBN 2 7479 0047 9).
- La Quête et l'Offrande, roman, Paris, Marsa, 2002,   (ISBN 2 913868 40 1). Traduction en arabe sous le titre «al-baht wa al-qurban»  (ISBN 978 9961 848 08 1) DL: 4272-2007.

### Littérature jeunesse
- Les fondateurs d’empires (versions arabe et française),  3 récits historiques, édit. Les Trois Pommes, Oran, 2007,  (ISBN 978 99 47 848 00 5).
- Légendes de Tlemcen assiégée, (versions arabe et française),3 contes, édit. Les Trois Pommes, Oran, 2007  (ISBN 978 9661 764 99 5).
- Les pieuses figures d’Alger, (versions arabe et française),  2 figures célèbres, édit. Les Trois Pommes, Oran, 2007.  (ISBN 978 9947 848 01 2).

### Ouvrages parus dans le cadre de Tlemcen, Capitale de la Culture Islamique, 2011
- Tlemcen, cité des sources, promenade littéraire et artistique (Version en français, anglais et arabe), ouvrage de luxe, éditions Zaki Bouzid, Alger, 20011.]  (ISBN 978 9961 771 10 5). [lire en ligne]
- L’Algérie au cœur du soufisme  - la vie d’Abû Madian Shu’ayb Textes de Zaïme Khenchlaoui, recueil et traduction de la poésie du soufi par Mohammed Souheil Dib /ouvrage de luxe, éditions Zaki Bouzid, , Alger, 2011.]  (ISBN 978 9961 771 18 1).
- Les figures illustres de l’histoire culturelle de Tlemcen, narration historique, (versions arabe et française), édit. Les Trois Pommes, Oran, 2011. (ISBN 9789961764534).
- Les sites maritimes de l’Oranie occidentale,  écriture vagabonde, édit. Les Trois Pommes, Oran, 2011,  (ISBN 978 9961 764 54 1).

### Autres publications
- Anthologie de la poésie populaire algérienne d’expression arabe (recueil et traduction),  collection «Critiques littéraires, édit. L’Harmattan, Paris, 1987,  (ISBN 2 85802 771 4).
- L’Un et le Multiple. Pour une nouvelle lecture de la poésie mystique de l’Emir Abdelkader, édit. Anep, Alger, 2002,   (ISBN 9961 768 08 6).
- L’œuvre d’ibn Yûsuf As-Sanûsî, contribution à une connaissance de l’École rationaliste de Tlemcen des XIV et XVe siècles., (choix de textes traduits de l’arabe, notes et présentation), édit. Anep, Alger, 2007,  (ISBN 978 9947 21 326 1).
- La poésie populaire algérienne, livre premier, l’œuvre d’Ahmed Ben Triki:, (choix de poèmes, traduction française et notes), édit. Anep 2007,  (ISBN 978 9947 21 347 6).
- Pour une poétique du dialectal maghrébin, essai,  Anep, Alger, 2007,  (ISBN 978 9947 21 318 6).
- Le soufisme populaire algérien moderne, essai , Anep, Alger, 2008,  (ISBN 978 994 721 370 4).
- Le trésor enfoui du malhûn, anthologie de la poésie populaire algérienne, (choix de textes, traduction et notes), édit. Anep, Alger, 2009,   (ISBN 978 9947 21 447 3).
- Cancre dixit/, (sous le pseudonyme de NYS Ladide), coquilles scolaires, édit. Calmann Lévy, Paris, 1977,  (ISBN 2 7021 0198 4).
- Les analphabébêtes/,(sous le pseudonyme de NYS Ladide), coquille de différents milieux sociaux), éditions ENAL, Alger, 1984, no d’édition 917 81.

### Contributions publiées dans Horizons Magrébins (Université de Toulouse - Le Mirail)
- Sidi Abu Madian : pôle de la sainteté maghrébine / Mohammed Souheil Dib / Horizons Maghrébins - Le droit à la mémoire / Année 1999 / no 37-38 / p. 144-147 Mohammed Souheil Dib, « Sidi Abu Madian : pôle de la sainteté maghrébine »  [HTML/PDF], sur isidore.science, 1999 (consulté le 2 décembre 2023)
- Le poème du tatoueur ou la parataxe de la ruse / Mohammed Souheil Dib/ Horizons Maghrébins - Le droit à la mémoire / Année 2001/ no 44 / p. 20-28 Mohammed Souheil Dib, « L'image dans les littératures orales. Le poème du tatoueur ou la parataxe de la ruse »  [HTML/PDF], sur isidore.science, 2001 (consulté le 2 décembre 203)
- Le Maghreb culturel : au carrefour des thèmes chantés / Mohammed Souheil Dib/Horizons Maghrébins - Le droit à la mémoire / Année 2002 / no 47 / p. 102-109 Mohammed Souheil Dib, « Le Maghreb culturel : au carrefour des thèmes chantés »  [HTML/PDF], sur isidore.science, 2002 (consulté le 2 décembre 2023)
- Marthiya Mohammed Dib / Mohammed Souheil dib/ Horizons Maghrébins - Le droit à la mémoire / Année 2003 / no 49 / p. 214-215 Mohammed Souheil Dib, « Marthiya Mohammed Dib »  [HTML/PDF], sur isidore.science, 2003 (consulté le 2 décembre 2023).
- La question de la liberté et de la responsabilité selon l'émir Abdelkader al-Djazaïri Mohammed Souheil Dib, « La question de la liberté et de la responsabilité selon l'émir Abdelkader al-Djazaïri »  [html], sur lescahiersdelislam.fr, 14 mai 2023 (consulté le 2 décembre 2023). Mohammed Souheil Dib/Horizons Maghrébins - Le droit à la mémoire / Année 2004 / no 51 / p. 40-48.
- La Rih'lat d'Abû Madyan ou l'appel du Maghreb/ Mohammed Souheil Dib /Horizons Maghrébins - Le droit à la mémoire / Année 2006 / no 54 / p. 120-128 Mohammed Souheil Dib, « La Rih'lat d'Abû Madyan ou l'appel du Maghreb »  [HTML/PDF], sur isidore.science, 2006 (consulté le 2 décembre 2023).
- Tekhmis autour des maîtres/Mohammed Souhei Dib/Horizons Maghrébins - Le droit à la mémoire / Année 2007 / no 56 / p. 192-200 Mohammed Souheil Dib, « Tekhmis autour des maîtres »  [HTML/PDF], sur isidore.science, 2007 (consulté le 2 décembre 2023).